# 조지프 아서 안크라
조지프 아서 안크라(영어: Joseph Arthur Ankrah, 1915년 8월 18일 ~ 1992년 11월 25일)는 가나의 군인이자 정치인이다. 그는 가나의 초대 군 사령관이자 가나의 제2대 대통령으로서 1966년부터 1969년까지 역임했었다.

## 생애
안크라는 1915년 8월 18일에 당시 영국령 가나 아크라에서 기독교 선교사회 비트리스 아바쉬 콰이노 감독 겸 무역업자인, 사무엘 폴 코피에 안크라의 가 민족 가정의 아들로 태어났다. 안크라는 1921년에 아크라에 있는 웨슬리언 감리교 학교에서 학업을 시작했으며, 학교에서 그의 별명은 "토론에 있어 설득력있으며 그의 급우들 가운데서 항상 지도자 역할을 한다"고 해서 '안크라 파타파'였다. 1932년에 그는 가나에서 앞서가는 제2학교들 중 하나인 아크라 아카데미에 입학했으며, 그곳에서 그는 실력 좋은 축구 선수로서 자리잡았었다. 그는 1937년에 시니어 캠브리지 학교 수료증을 획득했다. 그는 그 후 공무원이 됐다.

## 정치 경력
제2차 세계대전의 발발에, 안크라는 왕립 서아프리카 국경군대로 동원되었다. 1940년 동아프리카에 그의 여단이 있는 동안, 그는 준위 등급 II의 계급과 함께 공립 기록 보관소로 전임되었으며 부사령관이 되었다. 1946년 10월, 그는 영국에 있는 마쉬필드 장교 생도 훈련 부대에 갔으며 1947년 2월에 골드 코스트 군대에 최초의 아프리카인 장교로서
졸업하였다. 그는 1947년에 중위로 임명되었으며 군 사령부에서 최초의 아프리카인 진영 사령관이 되었다. 그는 후에 최초의 가나인 교육 부대 교관이 되었다. 그는 1956년에 소령으로 진급했으며 가나, 타말레에서 가나 최초의 대대 중대인,전 아프리카 중대를 지휘하는 최초의 아프리카인이 되었다. 그는 후에 중령이 되었으며 전 대대를 지휘하였다. 그 수준에서 몇몇의 가나인 장교가 있었을 때인 1960년에 그는 대령 계급으로 올랐다. 국제연합 콩고활동 동안, 그는 오늘날 콩고 민주 공화국에 있는 카사이, 룰루아부르그에 기반을 둔 군대의 여단 사령관이었다. 그는 매우 뛰어난 무용 활동으로 킨샤사에서 전공 십자훈장을 받은 유일한 가나인이었다. 그 인증문은 다음과 같다:
With great common sense, maturity and tact, this officer handled a delicate situation which otherwise would have created grave consequences in Leopoldville and many parts of the Congo. Colonel Ankrah, with complete disregard for his own life, disarmed an Armee Nationale Congolese (ANC) soldier who, with a loaded sten machine carbine, attempted to shoot Mr. Lumumba. He carried the Prime Minister to safety in a vehicle which was fired on by ANC ambushers. Had it not been for the quick and bold action of Colonel Ankrah at the risk of his life, Mr. Lumumba's life would have been taken with untold consequences at that time.
콩고에서 경험 후, 그는 빠르게 준장으로 승진했으며 후에 1961년 당시 부 최고 방위참모였던 가나 군대의 최초 가나인 사령관인 소장이 되었다. 그는 1965년 7월에 쿠데타 음모에 연루 혐의로 가나 군대로부터 쫓겨났다.

## 대통령 재임
안크라는 군대를 떠난 후 가나투자은행의 총재가 되었다. 그는 1966년 2월 24일 쿠데타 후에 대통령이자 국가해방위원회의 의장이 되었다. 1967년 1월, 그는 비아프라에서 서로 싸우는 나이지리아의 내란 분파들 사이를 중재하기도 했다. 그는 나이지리아 사업가를 동반한 뇌물수수 스캔들로 인해 국가해방위원회 의장과 대통령을 사임하길 강요받았다.

## 가족
1965년에 아크라에서 세 번째 부인, 밀드레드 크리스티나 아코시워르 푸가르 (1938년 6월 12일 ~ 2005년 6월 9일)와 결혼했다.

## 참고
1. 1 2 3 4 5 6 7 8 9 10 11 12  “Former Leaders -  Profiles:Lt-Gen Joeseph Arthur Ankrah”. 《Official Website of The Osu Castle, seat of Ghana government》. Ghana government. 2007년 9월 28일에 원본 문서에서 보존된 문서. 2007년 3월 21일에 확인함.
2. 1 2 3 4 5 6 7  “Lt. General Joseph A. Ankrah”. 《Ghanaweb.com - Famous Ghanaians:Heads of state》. Ghana Home Page. 2012년 2월 5일에 원본 문서에서 보존된 문서. 2007년 3월 21일에 확인함.
3. 1 2  Jon Kraus (1966년 4월). “Ghana Without Nkrumah - The Men In Charge”. 《Africa Report》. Koranteng Ofosu-Amaah. 2007년 3월 21일에 확인함.
4. ↑  Donita Brown. “Nigeria-Biafra Civil War -  Aburi Accord, Ghana -Transcript from the tape recordings of the Aburi Meeting, 5-7 January, 1967”. 《Nigeria-Biafra Civil War》. Philip Emeagwali. 2007년 4월 9일에 원본 문서에서 보존된 문서. 2007년 3월 21일에 확인함.
5. ↑  Kirk-Greene, A. H. M. (1971). 《Crisis and Conflict in Nigeria January 1966-July 1967 (Vol. 1)》. A documentary sourcebook 1966-1970. London: Oxford University Press.
6. ↑  Max Siollun. “ON ABURI WE STAND: NO NEED FOR A SOVEREIGN NATIONAL CONFERENCE”. Niger Delta Congress. 2006년 11월 16일에 원본 문서에서 보존된 문서. 2007년 3월 21일에 확인함.
7. ↑  “Our Leaders-LT. GENERAL JOSEPH A. ANKRAH”. 《Official Website for the 50th Independence Anniversary Celebrations of Ghana》. Ghana Government-(Ghana@50). 2007년 2월 8일에 원본 문서에서 보존된 문서. 2007년 3월 21일에 확인함.
8. ↑  “Wives of Military Rulers”. 《GHANA, 50YRS OF NATIONHOOD》. Graphic Communications Group Limited. 2007년 2월 28일. 2007년 9월 27일에 원본 문서에서 보존된 문서. 2007년 3월 21일에 확인함.